# 全身炎症反应综合征
全身炎症反应综合征（systemic inflammatory response syndrome，SIRS）是因感染或非感染（创伤、烧伤、胰腺炎、大剂量辐射等）因素作用于机体，进而激活各种炎症介质释放，而引起的机体失控的自我放大和自我破坏的“全身炎症反应”。此应激性反应表现出失控的全身炎症、高动力循环状态和持续高代谢等症状。虽然SIRS的定义指的是炎症反应，但它实际上可以分为促炎和抗炎两种。

## 概念的历史
SIRS的概念首先由加拿大多伦多大学外科系的William R. Nelson博士于1983年在北欧微循环会议上设想并提出，并与同事进行了十年的研究。挪威奥斯陆大学的 J. Vaage 博士、D. Bigger博士，多伦多病童医院的D. Sepro博士、多伦多大学病理系的H. Movat 博士的。实验室经验在加拿大第一创伤单位的临床环境中得到证实，尼尔森是联合创始人。在1980年代中期，SIRS的概念由多伦多大学的Miles Johnson博士教授给本科牙科学院的病理系学生，以及多伦多大学外科系的学生，他们轮流通过Sunnybrook医学中心的区域创伤科进行实践。1991年在美国胸科医师学会/ 重症监护医学协商会议，研究者建议社会更广泛地采用SIRS的概念，目的是帮助早期发现败血症。但是，2016年SIRS从败血症的定义中完全消除。

## 定义
| 項目     | 診斷標準                                                               |
| -------- | ---------------------------------------------------------------------- |
| 人體溫度 | <36 °C（96.8 °F），或 >38 °C（100.4 °F）                               |
| 心率     | >90／每分鐘                                                            |
| 呼吸频率 | >20／每分鐘，或PaCO2<32 mmHg（4.3 kPa）                                |
| WBC      | <4x109／L（<4000/mm³）, >12x109／L（>12,000/mm³），或帶狀細胞含量達10% |

全身性炎症反应综合征的诊断标准
- 温度	<36°C（96.8°F）或> 38°C（100.4°F）
- 心率	> 90 /分钟
- 呼吸频率	> 20 / min或PaCO2 <32mmHg（4.3kPa）
- WBC	< 4×10^9 / L（<4000 / mm^3），> 12 ×10^9 / L（> 12,000 / mm^3）或带状细胞（未成熟嗜中性粒细胞）含量达到10％

SIRS是与全身炎症，器官功能障碍和器官衰竭相关的严重疾病。它是细胞因子风暴的一种，其中有的是各种细胞的常规炎症。SIRS也和 脓血症密切相关，患者们满足SIRS标准并具有疑似或被证实的感染。

### 成年人的标准
SIRS的表现包括但不限于：
- 体温低于36°C（96.8°F）或大于38°C（100.4°F）
- 心率大于每分钟90次
- 呼吸急促（高呼吸频率），每分钟超过20次呼吸; 或者，动脉分压的二氧化碳小于4.3千帕（32毫米汞柱）
- 白细胞计数小于4000个细胞/ mm^3（4×10^9个细胞/ L）或大于12,000个细胞/ mm^3（12×10^9个细胞/ L）; 或存在大于10％的未成熟嗜中性粒细胞（带状细胞）。
- （带状细胞大于3％的情况被称为“ 血型贫血”或“Left-Shift"）

当有或没有这些标准满足有或没有感染证据时，患者可能被诊断患有“SIRS”。患有SIRS和急性器官功能障碍的患者可称为“严重SIRS”。 发热和增加的白细胞计数是急性期反应的特征，而心率增加通常是血液动力恢复的初始标志。呼吸的速率增加，可能与增加的代谢应激因感染和炎症有关，但也可能是血液循环不足导致厌氧细胞的新陈代谢的开始的一个不祥的征兆。

### SIRS的儿童标准
The International Pediatric Sepsis Consensus提出了一些改变，以使这些标准适应儿科人群。
在儿童中，SIRS标准以下列方式进行修改：
- 在没有刺激如疼痛和药物给药的情况下，心率大于正常水平的2个标准偏差，或者不明原因持续升高超过30分钟至4小时。对于婴幼儿，在没有迷走神经刺激，β受体阻滞剂，或先天性心脏病，或大于30分钟不明原因的持续心率低下的情况下，还包括心动速率小于该年龄正常水平的10%，
- Foley导管探针或中心静脉导管探针在口腔，直肠测得的体温小于36°C或大于38.5°C。对于儿科患者，温度必须异常，才符合SIRS标准。
- 呼吸频率大于标准偏差，超过正常年龄或机械通气要求，与运动神经元病或麻醉无关。
- 白细胞计数与化疗的年龄升高或降低无关，或超过10％的带状细胞和其他未成熟的白细胞共存。

### 额外信息
1973年2月，多伦多大学的William R. Nelson博士首先对SIRS进行了介绍，并于1983年2月在挪威Geilo举办的北欧微循环会议上介绍了SIRS。 目的是鼓励一个研究涉及与多器官功能障碍相关的疾病和低血压休克发作后的器官衰竭的项目。 导致这种病理生理学的活性途径可能包括纤维蛋白沉积，血小板聚集，凝血功能障碍和白细胞脂质体释放。 这种定义的含义表明，识别一种此类途径的激活，通常表明额外的病理生理过程也是活性的，并且这些途径是具有协同破坏性的。临床状况可能导致肾衰竭，
ARDS，中枢神经系统功能障碍和可能的胃肠道出血。
SIRS标准成立于1992年，是美国胸科医师学会 / 重症监护医学协商会共同会议的一部分。 会议得出结论，SIRS的表现包括但不限于上述成人SIRS的前四项判定标准。
在脓毒症患者中，这些临床症状也可见于其他炎性疾病，如创伤，烧伤，胰腺炎等。因此，随访会议决定只确诊具有证据或高度可疑感染的患者，导致SIRS的原因有败血症， 因此，一次后续会议决定，确诊的重要依据将是记录在案的或高度可疑的感染。
SIRS标准是非特异性的，必须在临床背景下仔细解释。这些标准主要是为了更客观地对危重病人进行分类，以便将来的临床研究可能更严格，更容易重现。

## 原因
SIRS的原因大致分为感染性或非感染性。
SIRS的原因包括： 
- 创伤
- 烧伤
- 胰腺炎
- 局部缺血
- 出血

其他原因包括：
- 并发症手术
- 肾上腺功能不全
- 肺栓塞
- 复杂的 主动脉瘤
- 心脏压塞
- 过敏反应
- 药物过量

## 治疗
一般来说，SIRS的治疗针对潜在的问题或诱发原因（例如，使用足够的液体替代血容量不足，对胰腺炎患者应用IVF / NPO，肾上腺素/类固醇/ 苯海拉明用于过敏反应）。硒，谷氨酰胺和二十碳五烯酸已经显示出在临床试验中改善症状的有效性。其他的抗氧化剂，如 维生素E 可能是有帮助的。
潜在的严重败血症性休克，造成了化学治疗方案的困难和诊断工具的不足。如上所述，SIRS标准对于暗示哪些患者可能患有脓毒症非常敏感。然而，这些标准缺乏特异性，即，这些标准不是对病症的真实诊断，而是采取必要的预防措施的建议。SIRS标准是确保脓毒症患者尽早接受护理的指导方针。

当SIRS由植入的网状物引起时，可以取出聚丙烯手术网植入物（外植）。

## 并发症
SIRS通常由于一个或多个器官或器官系统的衰竭而复杂化。
并发症包括：
- 急性呼吸窘迫症候群
- 急性腎損傷
- 休克
- 多重器官衰竭